# Serra d'El-Rei
Serra d'El-Rei é uma vila portuguesa sede da Freguesia de Serra d'El-Rei do Município de Peniche, freguesia com 9,16 km² de área e 1342 habitantes (censo de 2021), tendo, assim uma densidade populacional de 146,5 hab./km².
A povoação de Serra d'El Rei foi elevada à categoria de vila em 1 de julho de 2003.

## História
Em Portugal os Templários usavam o porto de Serra d’El-Rei, um enclave portuário erigido por D. Gualdim Pais, lendário Mestre do Templo português.
Foi na Serra d’El-Rei que D. Pedro I viveu os seus amores com D. Inês de Castro.

## Demografia
A população registada nos censos foi:
| Distribuição da População por Grupos Etários | Distribuição da População por Grupos Etários | Distribuição da População por Grupos Etários | Distribuição da População por Grupos Etários | Distribuição da População por Grupos Etários |
| -------------------------------------------- | -------------------------------------------- | -------------------------------------------- | -------------------------------------------- | -------------------------------------------- |
| Ano                                          | 0-14 Anos                                    | 15-24 Anos                                   | 25-64 Anos                                   | > 65 Anos                                    |
| 2001                                         | 177                                          | 216                                          | 668                                          | 316                                          |
| 2011                                         | 222                                          | 112                                          | 745                                          | 322                                          |
| 2021                                         | 179                                          | 136                                          | 648                                          | 379                                          |

## Política
O cargo de Presidente da Junta de Freguesia é atualmente ocupado por Jorge Amador, eleito nas eleições autárquicas de 2021 pelo pela Coligação Democrática Unitária (composta pelo Partido Comunista Português e pelo Partido Ecologista "Os Verdes"). Na Assembleia de Freguesia a força política mais representada é a CDU com 5 membros eleitos (maioria absoluta), seguindo-se o Partido Socialista (3) e o Partido Social Democrata (1). O Presidente da Assembleia de Freguesia é Jeffrey Almeida, também da CDU.

### Eleições autárquicas

#### Assembleia de Freguesia
| Ano  | %    | M  | %       | M       | %       | M       | %    | M    |
| Ano  | PS   | PS | PPD/PSD | PPD/PSD | APU/CDU | APU/CDU | Ind. | Ind. |
| ---- | ---- | -- | ------- | ------- | ------- | ------- | ---- | ---- |
| 1976 | 50,8 | 4  | 22,3    | 2       |         |         | 20,9 | 1    |
| 1979 | 16,3 | 1  | 42,1    | 4       | 37,5    | 4       |      |      |
| 1982 |      |    | 44,9    | 4       |         |         | 49,3 | 5    |
| 1985 | 53,9 | 6  | 32,4    | 3       | 9,0     | -       |      |      |
| 1989 | 48,5 | 5  | 38,8    | 4       | 7,2     | -       |      |      |
| 1993 | 21,1 | 2  | 34,7    | 3       | 39,3    | 4       |      |      |
| 1997 | 8,9  | -  | 12,0    | 1       | 75,6    | 8       |      |      |
| 2001 | 17,9 | 1  | 8,9     | 1       | 65,5    | 7       |      |      |
| 2005 | 15,2 | 1  | 15,0    | 1       | 65,3    | 7       |      |      |
| 2009 | 27,6 | 3  | 18,0    | 1       | 51,0    | 5       |      |      |
| 2013 | 22,0 | 2  | 25,5    | 2       | 45,2    | 5       |      |      |
| 2017 | 12,9 | 1  | 31,3    | 3       | 50,3    | 5       |      |      |
| 2021 | 35,0 | 3  | 10,8    | 1       | 48,8    | 5       |      |      |

## Património
- Palácio da Serra d'El-Rei, ou Paço de D. Pedro I
- Igreja de São Sebastião
- Capela de Nossa Senhora do Amparo